# Mariusz Stelmach
Mariusz Stelmach (ur. 22 stycznia 1964 w Nowej Rudzie) – polski piłkarz, występujący na pozycji napastnika.

## Kariera
W 1985 roku został zawodnikiem Śląska Wrocław. W sezonie 1986/1987 zdobył wraz ze Śląskiem Puchar Polski. W barwach Śląska rozegrał 54 mecze w I lidze, strzelając 5 goli. W 1989 roku przeszedł do Stali Stalowa Wola. Z klubem tym wywalczył w sezonie 1990/1991 awans do I ligi. W styczniu 1993 roku został piłkarzem Avii Świdnik. Po roku przeszedł do Pogoni Leżajsk. W latach 1995–1998 grał w Kamaksie Kańczuga, po czym przeszedł do Sokoła Sokołów Małopolski. Karierę zakończył w 1999 roku w Górnovii Górno.

## Statystyki ligowe
| Sezon         | Klub                     | Liga     | Mecze | Gole |
| ------------- | ------------------------ | -------- | ----- | ---- |
| 1985/1986     | Śląsk Wrocław            | I liga   | 10    | 3    |
| 1986/1987     | Śląsk Wrocław            | I liga   | 8     | 0    |
| 1987/1988     | Śląsk Wrocław            | I liga   | 21    | 1    |
| 1988/1989     | Śląsk Wrocław            | I liga   | 15    | 1    |
| 1989/1990     | Stal Stalowa Wola        | II liga  | 36    | 7    |
| 1990/1991     | Stal Stalowa Wola        | II liga  | 30    | 4    |
| 1991/1992     | Stal Stalowa Wola        | I liga   | 12    | 0    |
| 1992/1993 (j) | Stal Stalowa Wola        | II liga  | 4     | 0    |
| 1992/1993 (w) | Avia Świdnik             | II liga  | 17    | 5    |
| 1993/1994 (j) | Avia Świdnik             | II liga  | ?     | ?    |
| 1993/1994 (w) | Pogoń Leżajsk            | III liga | ?     | ?    |
| 1994/1995     | Pogoń Leżajsk            | III liga | ?     | ?    |
| 1995/1996     | Kamax Kańczuga           | III liga | ?     | ?    |
| 1996/1997     | Kamax Kańczuga           | III liga | ?     | ?    |
| 1997/1998     | Kamax Kańczuga           | III liga | ?     | ?    |
| 1998/1999 (j) | Sokół Sokołów Małopolski | IV liga  | ?     | ?    |